# Bédeilhac-et-Aynat
Bédeilhac-et-Aynat är en kommun i departementet Ariège i regionen Occitanien i södra Frankrike. Kommunen ligger  i kantonen Tarascon-sur-Ariège som ligger i arrondissementet Foix. År 2022 hade Bédeilhac-et-Aynat 195 invånare.

## Befolkningsutveckling
Antalet invånare i kommunen Bédeilhac-et-Aynat
Referens: INSEE